# Пенц, Патрик
Па́трик Пенц (нем. Patrick Pentz; род. 2 января 1997[…], Зальцбург) — австрийский футболист, вратарь датского клуба «Брондбю» и сборной Австрии. Участник чемпионата Европы 2024.

## Клубная карьера
Пенц — воспитанник клуба «Бюрмос» и «Ред Булл Зальцбург» из своего родного города. Из-за высокой конкуренции он не смог дебютировать за основной состав и даже за фарм-клуб «Лиферинг». В июле 2013 года Патрик перешёл в состав венской «Аустрии». 15 мая 2016 года в матче против «Штурма» он дебютировал в австрийской Бундеслиге за основной состав.
Летом 2022 года Пенц на правах свободного агента подписал контракт с французским «Реймсом». 7 августа в матче против «Олимпик Марсель» он дебютировал во французской Лиге 1.
Зимой 2023 года Пенц стал игроком немецкого клуба «Байер 04». В августе Патрик был арендован датским «Брондбю» для получения игровой практики. 28 августа в матче против «Вайле» он дебютировал в датской Суперлиге.

## Международная карьера
В 2015 году Пенц в составе юношеской сборной Австрии принял участие в юношеском чемпионате Европы в Греции. На турнире он был запасным вратарём.
29 марта 2022 года в товарищеском матче против сборной Шотландии Пенц дебютировал за сборную Австрии.